# Chord Overstreet
Chord Paul Overstreet (Nashville, Tennessee, 17 de febrero de 1989) es un actor, cantante y músico estadounidense, más conocido por su papel en la serie de televisión Glee como Sam Evans, y Chad Davies en la serie Acapulco de Apple TV+, desde 2021.

## Biografía
Overstreet nació en Nashville, Tennessee. Es hijo de la maquilladora de estrellas Julie Overstreet, y el cantautor de música country Paul Overstreet. Es el tercero de seis hijos, y fue nombrado así por el término musical del mismo nombre. Su hermano Nash también es un músico, y es miembro de la banda Hot Chelle Rae. Animado por sus padres para dedicarse a la música, empezó a tocar la mandolina a una edad temprana, y pasó a la batería y la guitarra. También es compositor.

## Carrera

### 2009-14 Comienzos

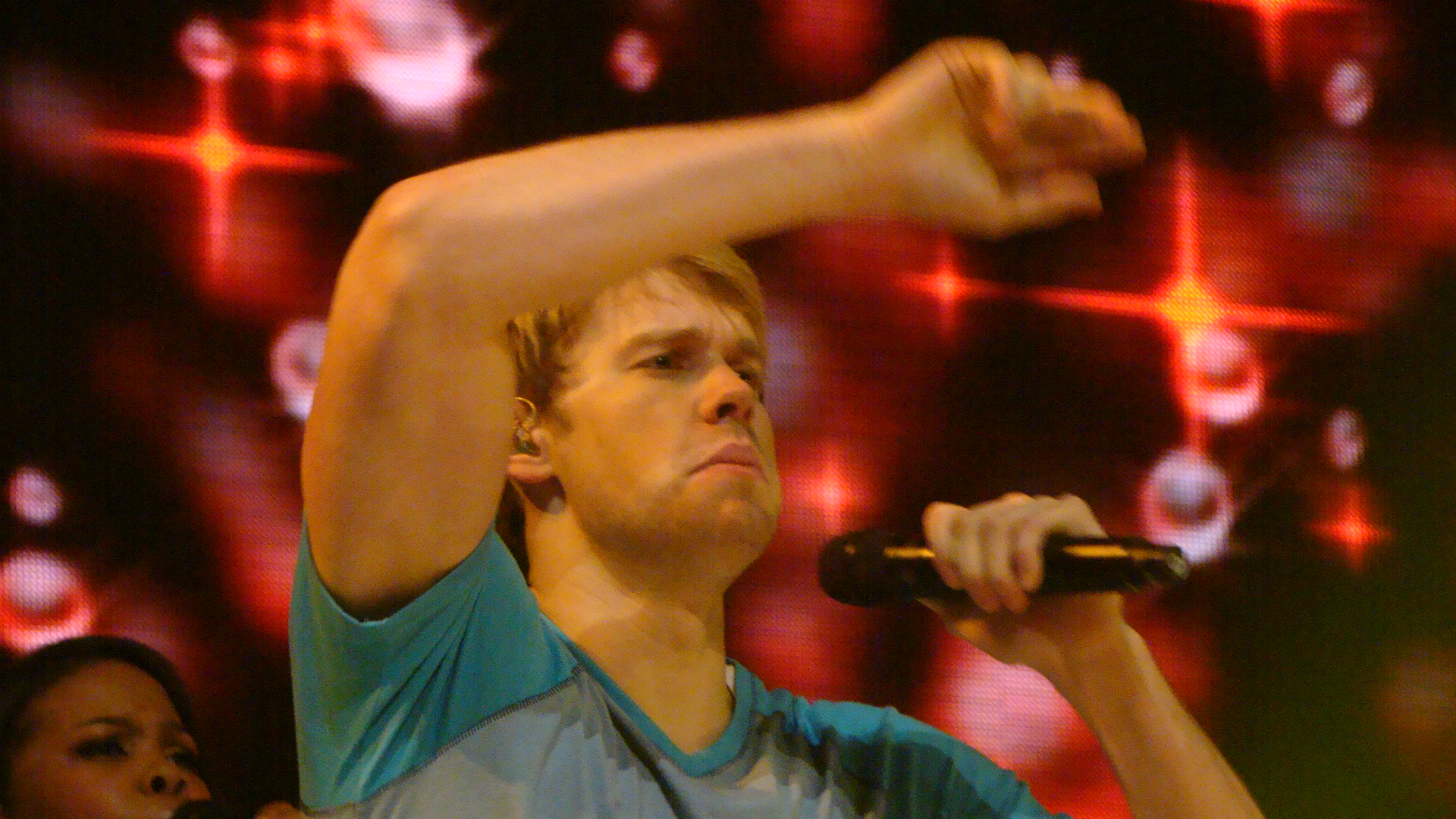
Overstreet interpretando Loser like me en Glee Live! In Concert!.

Overstreet comenzó su carrera como actor en la serie de internet Private como Josh Hollis en un episodio. También apareció en un episodio de la serie iCarly y en dos episodios futuros de No Ordinary Family. Su primer papel cinematográfico fue en el thriller de 2010 The Hole 3D, y será el protagonista de la película A Warrior's Heart como Dupree junto a Ashley Greene y Kellan Lutz. Entre 2010 y 2015 desempeñó un papel recurrente como el estudiante Sam Evans, en la serie norteamericana Glee, en sus últimas cinco temporadas. Consiguió su papel luego de audicionar con las canciones «Easy» de Commodores y «I Don't Want to Be» de Gavin DeGraw. Más tarde interpretó la canción Billionaire de Travie McCoy y Bruno Mars en un set, eventualmente la cantó en la premier de la segunda temporada de Glee y en el episodio Audition, y coreó la canción Every Rose Has Its Thorn de Poison. Denise Martín de TV Guide elogió la interpretación de «Billionaire» catalogándola como «simple y hermosa», y como tema «inspiracional acústico».
Jane Lynch, quien interpreta a Sue Sylvester en la serie, confirmó que Sam (Chord) serie el interés amoroso de Kurt Hummel (Chris Colfer), pero él mismo en una entrevista a la revista Vanity Fair respondió que no había recibido todavía un guion que confirmaba esta relación. A medida que avanzó la serie este rumor fue decayendo ya que el interés amoroso de Sam fue Quinn (Dianna Agron) al principio, y luego Santana (Naya Rivera), en la tercera temporada, con Mercedes (Amber Riley, en la cuarta temporada, con Brittany (Heather Morris), en la quinta, con la enfermera del instituto y otra vez con Mercedes, y en la sexta, con Rachel (Lea Michele).
Sus interpretaciones musicales varían, empezando con Billionaire de (Bruno Mars) en el primer episodio de la segunda temporada llamado Audition, luego hizo un dúo con Quinn Fabray (Dianna Agron) en el cuarto episodio, llamado Duets, con la canción «Lucky» de Jason Mraz y Colbie Caillat, más adelante en el episodio The Rocky Horror Glee Show, interpretó a la bestia Rocky, siendo parte del coro en la canción Time Warp, en el episodio Never Been Kissed fue parte del grupo de los chicos de New Directions al interpretar un mash-up de Stop! in the name of love (The Supremes) y Free your mind (En Vogue), en Furt fue parte de la canción Marry You de Bruno Mars, en el episodio de las locales llamado Special Education tuvo otro protagónico al interpretar nuevamente un dúo con Dianna Agron de la canción (I've Had) The Time of My Life de Bill Medley y Jennifer Warnes. En la segunda mitad de temporada, en el episodio Comeback se vistió como Justin Bieber e interpretó las canciones Baby y Somebody to Love, en el episodio Rumours junto a Artie Kevin McHale interpretaron Never Going Back Again de Fleetwood Mac y en Prom Queen interpretaron junto a Artie y Puck (Mark Salling) la canción Friday de Rebecca Black.,. Además de Pure Imagination y Bella Notte en los dos últimos capítulos.
En la Tercera temporada se detuvo su continuidad, la noticia, acompañada de un escueto mensaje del actor en su cuenta de Twitter ("Ha sido un buen año, una pena que se haya terminado, ahora tiempo para el verano y un nuevo comienzo"). Luego el actor entró en conversaciones con el equipo para un regreso en el octavo capítulo de la tercera temporada a emitirse en diciembre del 2011, ya que los fanes prácticamente exigieron su regreso, y para arreglar la falta de rating que la temporada ha sufrido, los creadores pensaron en volverlo a integrar armando un nuevo triángulo amoroso junto a Mercedes Jones (Amber Riley) y Shane Tinsley (LaMarcus Tinker). Regresando como un Estríper Masculino en un club nocturno haciéndose llamar "White Chocolate" (Chocolate Blanco).

### 2015-presente: Carrera musical
Chord Overstreet apareció en el video musical de la canción "Tonight Tonight", del grupo Hot Chelle Rae, aparece junto a su hermano (miembro de la banda), Nash Overstreet.
El 13 de diciembre de 2011, una de las canciones en solitario de Overstreet, titulada "Beautiful Girl", se filtró en Internet.
El 15 de diciembre de 2015 firmó contrato discográfico con el sello Safehouse Records, sello discográfico creado por sus amigos Demi Lovato y Nick Jonas
Sus Dos Últimas canciones lanzadas son  "Homeland" lanzada el 26 de agosto de 2016 y "Hold On" lanzada el 3 de febrero de 2017. También lanzó un EP titulado Tree House Tapes.

## Vida personal
Mantuvo una relación con la también actriz Emma Roberts, pero la relación terminó a mitad del año 2013. Más tarde, entre 2017 y 2018 mantuvo una relación con la también actriz Emma Watson.

## Filmografía

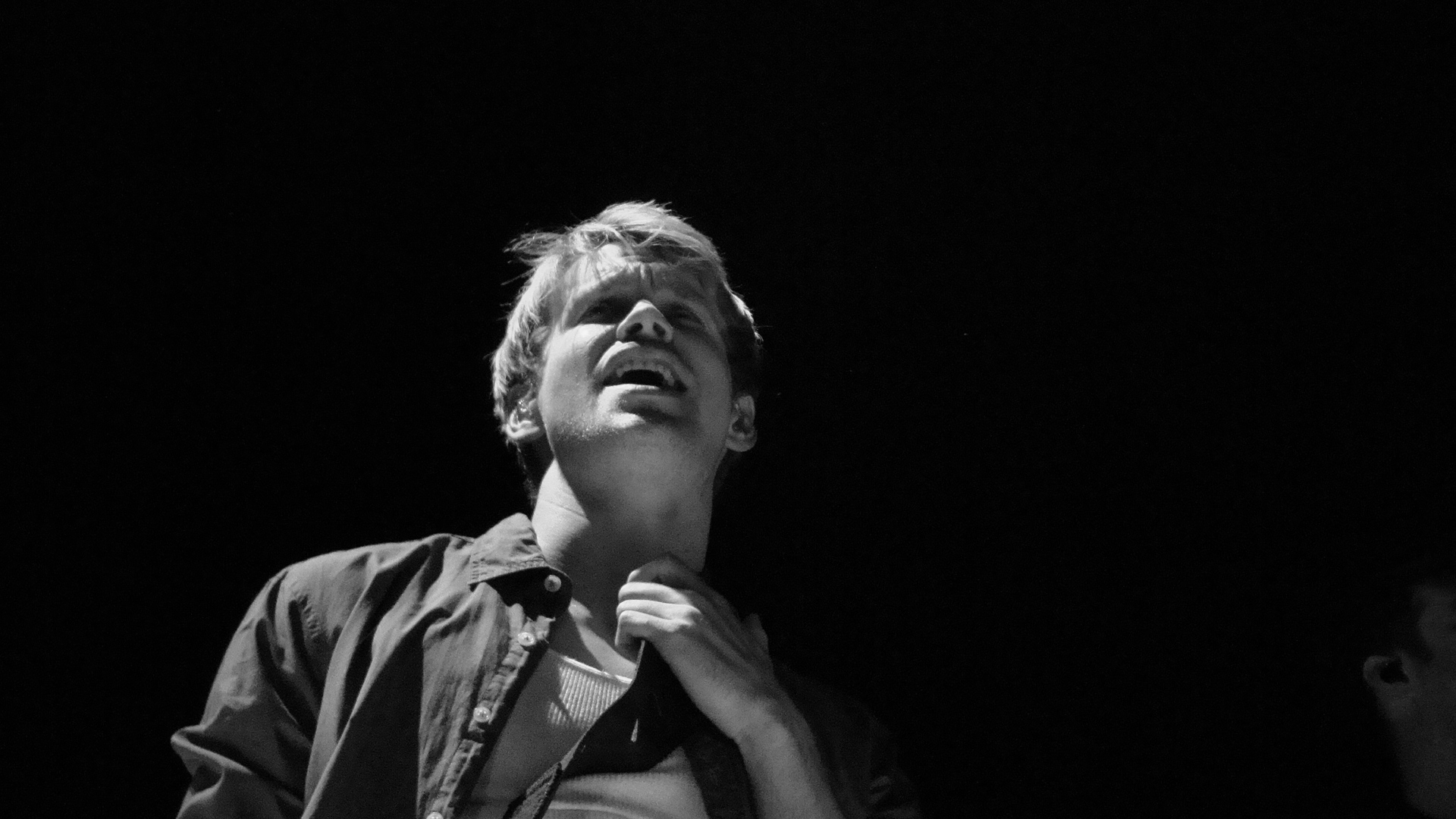
Overstreet en Glee Live! In Concert!.

### Televisión
| Año       | Título               | Rol                    | Notas |
| --------- | -------------------- | ---------------------- | --- |
| 2009      | iCarly               | Eric                   | Invitado 1 episodio, serie de TV Nickelodeon                                                             |
| 2009      | Private              | Josh Hollis            | Serie En línea.                                                                                          |
| 2010      | No Ordinary Family   | Lucas Fisher           | Episodio Piloto                                                                                          |
| 2010-2015 | Glee                 | Sam Evans              | personaje recurrente (temporada 2-3), personaje principal, (temporada 4-6) 89 episodios, serie de TV FOX |
| 2011      | The Middle           | Mr. Wilkerson          | Episodio: "Hecking Order".                                                                               |
| 2013      | Regular Show         | Dust B                 | Episodio: "The Thanksgiving Special".                                                                    |
| 2015      | Be Cool, Scooby-Doo! | Mitchell, Andrew (voz) | Episodio: "Mystery 101"                                                                                  |
| 2020      | The Bold Type        | Evan Sloan             | Episodio: "Stardust"                                                                                     |
| 2021-2022 | Acapulco             | Chad Davies            | Rol principal, serie de TV (19 episodios)                                                                |

### Cine
| Año  | Título                     | Rol                  | Notas                                                      |
| ---- | -------------------------- | -------------------- | ---------------------------------------------------------- |
| 2010 | The Hole 3D                | Adolescente          | Protagonista                                               |
| 2011 | A Warrior's Heart          | Dupree               | Posproducción                                              |
| 2011 | Glee: The 3D Concert Movie | Sam Evans / Él mismo | Película de Concierto                                      |
| 2015 | Fourth Man Out             | Nick                 | Protagonista, película                                     |
| 2022 | Falling for Christmas      | Jake                 | Protagonista, película de TV Netflix junto a Lindsay Lohan |

## Discografía

### Como Chord Overstreet

#### EP
| Título           | Detalles |
| ---------------- | --- |
| Tree House Tapes | - Lanzamiento: 12 de mayo de 2017 - Discográfica: Island, Safehouse - Formatos: Descarga digital, streaming                        |
| Hold On          | - Lanzamiento: 11 de septiembre de 2020 - Discográfica: Island, Safehouse - Formatos: Descarga digital, streaming                  |
| Stone Man        | - Lanzamiento: 21 de junio de 2021 - Discográfica: Whiskey River / Create Music Group Inc. - Formatos: Descarga digital, streaming |

### Sencillos
| Año  | Título                                        | Álbum                                | Certificaciones                           |
| ---- | --------------------------------------------- | ------------------------------------ | ----------------------------------------- |
| 2016 | "Homeland"                                    | Sin álbum                            |                                           |
| 2016 | "All I Want for Christmas Is a Real Good Tan" | Sin álbum                            |                                           |
| 2017 | "Hold On"                                     | Hold On                              | - BPI: Oro - FIMI: Oro - RIAA: 2× Platino |
| 2018 | "We've Got Tonight"                           | Muscle Shoals: Small Town, Big Sound |                                           |
| 2019 | "Love You To Death"                           | Sin álbum                            |                                           |
| 2020 | "Heartache Song" (Live Acoustic)              | Sin álbum                            |                                           |
| 2020 | "Sunflower"                                   | Sin álbum                            |                                           |
| 2020 | "What You Need"                               | Sin álbum                            |                                           |
| 2020 | "Cold Feet"                                   | Sin álbum                            |                                           |
| 2020 | "Water Into Wine"                             | Sin álbum                            |                                           |
| 2021 | "Beautiful Disaster"                          | Stone Man                            |                                           |
| 2021 | "Stone Man"                                   | Stone Man                            |                                           |
| 2021 | "What's Left of You"                          | Stone Man                            |                                           |
| 2021 | "Sunkissed"                                   | Sin álbum                            |                                           |
| 2021 | "Good Times"                                  | Sin álbum                            |                                           |

#### Como artista Invitado
| Año  | Título                                                           | Álbum     |
| ---- | ---------------------------------------------------------------- | --------- |
| 2021 | "Do The Damn Thing" (Hot Chelle Rae con Chord Overstreet & LEVI) | Sin álbum |

### Como OVERSTREET

#### EP
| Título          | Detalles                                                                                            |
| --------------- | --------------------------------------------------------------------------------------------------- |
| Man on the Moon | - Lanzamiento: 26 de julio de 2019 - Discográfica: Whiskey River, Inc. - Formatos: Descarga digital |
| OVERSTREET      | - Lanzamiento: 15 de enero de 2021 - Discográfica: Allies Nippon - Formatos: Descarga digital       |

#### Sencillos
| Año  | Título            | Álbum           |
| ---- | ----------------- | --------------- |
| 2018 | "Wasted Time"     | Sin álbum       |
| 2018 | "Carried Away"    | Sin álbum       |
| 2019 | "All Nighter"     | Man on the Moon |
| 2019 | "Sex on Fire"     | Man on the Moon |
| 2019 | "On The Way"      | Man on the Moon |
| 2019 | "My Ex"           | OVERSTREET      |
| 2019 | "Addicted"        | Sin álbum       |
| 2020 | "Die"             | OVERSTREET      |
| 2020 | "For a Heartache" | OVERSTREET      |
| 2020 | "Summertime"      | OVERSTREET      |
| 2020 | "Blue"            | OVERSTREET      |

### Videos musicales
| Año  | Título                                                          | Artista        |
| ---- | --------------------------------------------------------------- | -------------- |
| 2010 | "Lucky"                                                         | Glee           |
| 2011 | "Tonight Tonight"                                               | Hot Chelle Rae |
| 2016 | "Bacon"                                                         | Nick Jonas     |
| 2020 | "I Am So Much Better Than You at Everything" (con Kevin Mchale) | Royalties      |

## Premios
| Año  | Premio                     | Categoría                                                                        | Trabajo                   | Resultado |
| ---- | -------------------------- | -------------------------------------------------------------------------------- | ------------------------- | --------- |
| 2011 | Screen Actors Guild Awards | Mejor reparto de televisión - Comedia                                            | Glee                      | Nominado  |
| 2012 | Screen Actors Guild Awards | Mejor reparto de televisión - Comedia                                            | Glee                      | Nominado  |
| 2012 | Hollywood Teen TV Awards   | Estrella emergente favorita                                                      | Glee                      | Nominado  |
| 2012 | Grammy Award               | Mejor recopilación de banda sonora para película, televisión u otro medio visual | Glee: The Music, Volume 4 | Nominado  |
| 2013 | Screen Actors Guild Awards | Mejor reparto de televisión - Comedia                                            | Glee                      | Nominado  |
| 2013 | Teen Choice Awards         | Ladrón de escena: Masculino                                                      | Glee                      | Ganador   |
| 2014 | Teen Choice Awards         | Choice TV: Actor Comedy: Masculino                                               | Glee                      | Nominado  |